# 12775 Brackett
A 12775 Brackett (ideiglenes jelöléssel 1994 PX22) a Naprendszer kisbolygóövében található aszteroida. Eric Walter Elst fedezte fel 1994. augusztus 12-én.